# Northrop P-61 Black Widow
Il Northrop P-61 Black Widow (vedova nera) era un caccia notturno bimotore ad ala media sviluppato dall'azienda aeronautica statunitense Northrop Corporation nei primi anni quaranta ed utilizzato dalla United States Army Air Forces (USAAF) durante la seconda guerra mondiale, l'unico concepito per questo scopo da parte degli USA.

## Storia del progetto
Lo sviluppo del P-61 si basò su due esigenze parallele, entrambe emerse nel 1940: quella per un caccia di scorta a lungo raggio per l'US Army e quella di un intercettatore notturno per la RAF. Il primo requisito fu sollecitato dal Colonnello Elliott Roosevelt, figlio del presidente e pilota militare che ispirò diverse specifiche del Matériel Command dell'US Army, soprattutto relative ad aerei a grande autonomia. I suoi suggerimenti furono accolti e il 12 aprile 1940 fu emessa una lettera d'invito a presentare proposte cui risposero diverse ditte tra le quali Curtiss-Wright, Hughes e Lockheed; la Northrop apparentemente non fece in tempo a rispondere entro i termini del bando, così come la Beech, che stava lavorando a un progetto del genere e, quando il requisito si trasformò nella richiesta di un "distruttore", risultò vincitrice con l'XA-38 Grizzly che, comunque, rimase senza seguito.
La Curtiss aveva portato avanti i suoi studi su un caccia veloce bimotore caratterizzato dalla sistemazione dei propulsori in posizione spingente, due Pratt & Whitney R-4360-13 Wasp Major radiali a 28 cilindri, raffreddati ad aria, da 3450HP collegati ad eliche controrotanti; l'USAAF ne richiese due prototipi come XP-71 ma, alla fine, cancellò il programma il 26 agosto 1943. Nella specifica cercò di inserirsi la Hughes con il suo D-2A o D-3 XP-73 Convoy Protector del quale fu costruito un solo prototipo, che l'USAAF rifiutò. A questo tema la Lockheed dedicò due progetti, l'L-121 e il similare L-134-3. La Northrop stava lavorando al progetto NS-8, sulla base di uno studio di Vladimir Pavlecka, quando, nell'agosto del 1940, la British Purchasing Commission inglese richiese un intercettatore dotato di radar con cui fronteggiare gli attacchi notturni dei bombardieri tedeschi. Il Tenente Generale Delos Emmons, ufficiale di collegamento con la RAF informato sul sistema radar intercettore AI Mark IV, stilò una specifica relativa a un bimotore pesante, in grado di rimanere in aria per 8 ore. Il 22 ottobre, Jack Northrop e Pavlecka si incontrarono per discutere la specifica e nacque quello che, provvisoriamente, fu chiamato British Night Fighter.
Contemporaneamente la Douglas sviluppava l'XA-26A, la versione da caccia notturna dell'Invader che, però, non ebbe seguito. Un disegno di massima fu presentato il 14 novembre 1940, poi affinato in una forma vicina a quella definitiva il 22 novembre, per arrivare alla stesura finale NS-8A il 5 dicembre 1940, secondo le direttive di Jack Northrop, Walter Cerny e William Sears. Il 17 del mese la Northrop presentò al Matériel Command il preventivo per due prototipi e due modelli per galleria del vento, accettato l'11 gennaio 1941 e formalizzato il 30 gennaio per 1.367.000 dollari. Il 10 marzo 1941, con un ulteriore contratto, furono ordinati 13 esemplari di pre-serie e una cellula per prove statiche. Il simulacro in legno in scala 1:1 fu esaminato il 2 aprile 1941 e, nei mesi successivi, procedette la messa a punto del radar Western Electric SCR-520B e dell'armamento. Il 24 dicembre 1941 la Northrop ricevette una lettera d'intenzione per 100 esemplari di serie, designati P-61, aumentati a 150 il 17 gennaio 1942 e a 410 il 12 febbraio, con la previsione di "girarne" 50 alla RAF.
Dopo aver considerato svariate configurazioni, l'XP-61 vide la luce con un'architettura bitrave, molto simile a quella dei bimotori Lockheed, e con due motori Pratt & Whitney R-2800-25S Double Wasp da 2000HP; questi propulsori andarono soggetti ad avarie durante le prove e furono sostituiti con gli R-2800-10. Il primo volo si svolse dal Northrop Field di Hawthorne il 26 maggio 1942, con il collaudatore Vance Breese, in grande segretezza. Un anno dopo iniziarono i collaudi degli YP-61 di pre-serie e il primo di essi fu accettato l'8 luglio 1943.In ottobre uscì di fabbrica il primo P-61A-1 di serie, ma il nuovo aereo fu presentato alla stampa solamente l'8 gennaio 1944. Il primo reparto operativo ad essere equipaggiato con i P-61A fu il 422nd Night-Fighter Squadron, basato in Inghilterra, al quale i primi Black Widow furono consegnati il 23 maggio 1944.
Il P-61 fu prodotto con una stessa identica cellula fino all'XP-61E, destinato all'impiego diurno; in questo ruolo il Black Widow non fu costruito, ma la cellula modificata fu alla base della versione da ricognizione F-15 Reporter. Questi bimotori Northrop furono realizzati in 742 esemplari, 706 P-61 e 36 F-15.

## Tecnica
Si trattava del più grande e costoso caccia della seconda guerra mondiale. Aveva una doppia trave di coda come il P-38 Lightning, con il quale avrebbe potuto essere scambiato, ma l'equipaggio era di 2 uomini, e nel muso era ospitato un grande radar d'intercettazione, ricoperto da un rivestimento in materiale dielettrico, come sui velivoli attuali. L'armamento era sopra e sotto l'abitacolo: una torretta dorsale telecomandata con 4 mitragliatrici calibro 12,7, mentre i Cannoni erano sistemati in posizione ventrale. I motori erano sulle ali e avevano la Potenza di 4 000 CV complessivi, struttura radiale a doppia stella e turbocompressori.

## Impiego operativo
Per ironia della sorte, il Black Widow era stato concepito principalmente per l'impiego da parte della RAF ma, quando fu disponibile, l'aviazione britannica preferì affidarsi alle contemporanee versioni dei caccia notturni nazionali, dotati di un radar simile. La RAF valutò un P-61A-1 tra il 21 marzo 1944 e il 22 febbraio 1945, ma non richiese i 50 aerei che erano stati previsti. I P-61 entrarono in servizio più o meno contemporaneamente in Europa e nel Pacifico e le prime missioni furono compiute dagli aeroporti di Ford e Hurn sulla costa meridionale dell'Inghilterra per l'intercettazione dei missili V1.Successivamente, i Black Widow furono trasferiti in Francia come caccia notturni. Nel Pacifico i P-61 entrarono in servizio il 3 maggio 1944 con il 419th Night-Fighter Squadron, seguito il 1º giugno dal 421st e in settembre dal 418th. Il loro primo successo in combattimento fu il 30 giugno, con l'abbattimento di un bombardiere giapponese G4M. I P-61 continuarono a operare in Europa e nel Pacifico per tutto il conflitto;  furono basati anche in Italia, poiché il 422nd NFS aveva il suo comando a Pontedera dove rimase fino al 13 agosto 1945, per poi trasferirsi in Austria. Nel Pacifico i Black Widow operarono più a lungo sia perché la guerra vi terminò più tardi, sia perché rimasero a far parte delle forze americane che presidiavano la regione. Con la fine della Seconda guerra mondiale la produzione fu sospesa, con l'eccezione dei ricognitori F-15A che rimasero in servizio in Estremo oriente fino al 25 marzo 1949. I Black Widow furono dichiarati obsoleti nel 1948, ma per le loro buone caratteristiche alcuni esemplari continuarono ad essere utilizzati in attività sperimentali, come la valutazione di seggiolini eiettabili o il lancio di missili.

## Versioni

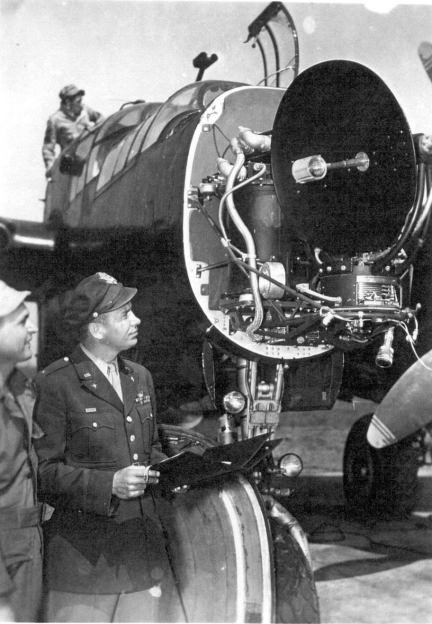
Il radar all'interno del muso del Black Widow

- XP-61: due prototipi con motori R-2800-10.
- YP-61: 13 esemplari di pre-serie.
- P-61A: prima versione di serie prodotta in 200 esemplari, dei quali i primi 45 con i motori R-2800-10 e i successivi con gli R-2800-65. I primi 37 aerei avevano la torretta dorsale con le quattro armi, mentre i successivi ne erano privi, ma su alcuni fu montata in seguito, utilizzando parti di ricambio.
- P-61B: seconda versione di serie prodotta in 450 esemplari con modifiche secondarie; la torretta fu reintrodotta dal 201º esemplare, mentre sul P-61B-20 fu montata una versione con un nuovo sistema di puntamento. Il P-61B-2 aveva due punti d'attacco per bombe o serbatoi che dal P-61B-10 diventarono quattro.
- P-61C: terza e ultima versione di serie della quale furono ordinati 517 esemplari, soltanto 41 dei quali effettivamente costruiti. I motori erano gli R-2800-73 con turbocompressori CH-5 da 2800HP e nuove eliche in acciaio.
- XP-61D: due P-61A convertiti in prototipi per la valutazione dei motori R-2800-77 turbocompressi da 2100HP.
- XP-61E: due P-61B ricostruiti come prototipi per una nuova versione diurna per la scorta a lungo raggio; avevano la gondola centrale completamente riprogettata e sistemazione in tandem per due persone di equipaggio. Al posto del radar, nel muso vi erano quattro mitragliatrici da 12,7mm e la capacità di carburante saliva a 4382 litri.
- XP-61F :il 18° P-61C fu destinato ad una trasformazione simile a quella degli Xp-61E, ma non fu completato.
- XP-61G: designazione applicata nel 1945 ai P-61B impiegati come ricognitori meteorologici.
- XF-15 Reporter:ricognitore fotografico strategico basato sulla cellula del P-61E, con muso contenente fino a sei fotocamere, scelte fra 17 tipi differenti in 24 combinazioni. Il prototipo era il primo XP-61E modificato.
- XF-15A: ulteriore prototipo realizzato convertendo un P-61C, riconoscibile per il diverso disegno delle gondole dei motori.
- F-15A:versione di serie del Reporter, con motori R-2800-65, ordinata in 175 esemplari, dei quali soltanto 36 effettivamente costruiti. Nel 1947 fu ridesignato R-15A e, nel 1948, RF-61C.
- F2T-1N: 12 P-61B furono così ridesignati dopo essere stati assegnati ai Marines per addestramento alla caccia notturna.